# 肯塔基山地骑乘马

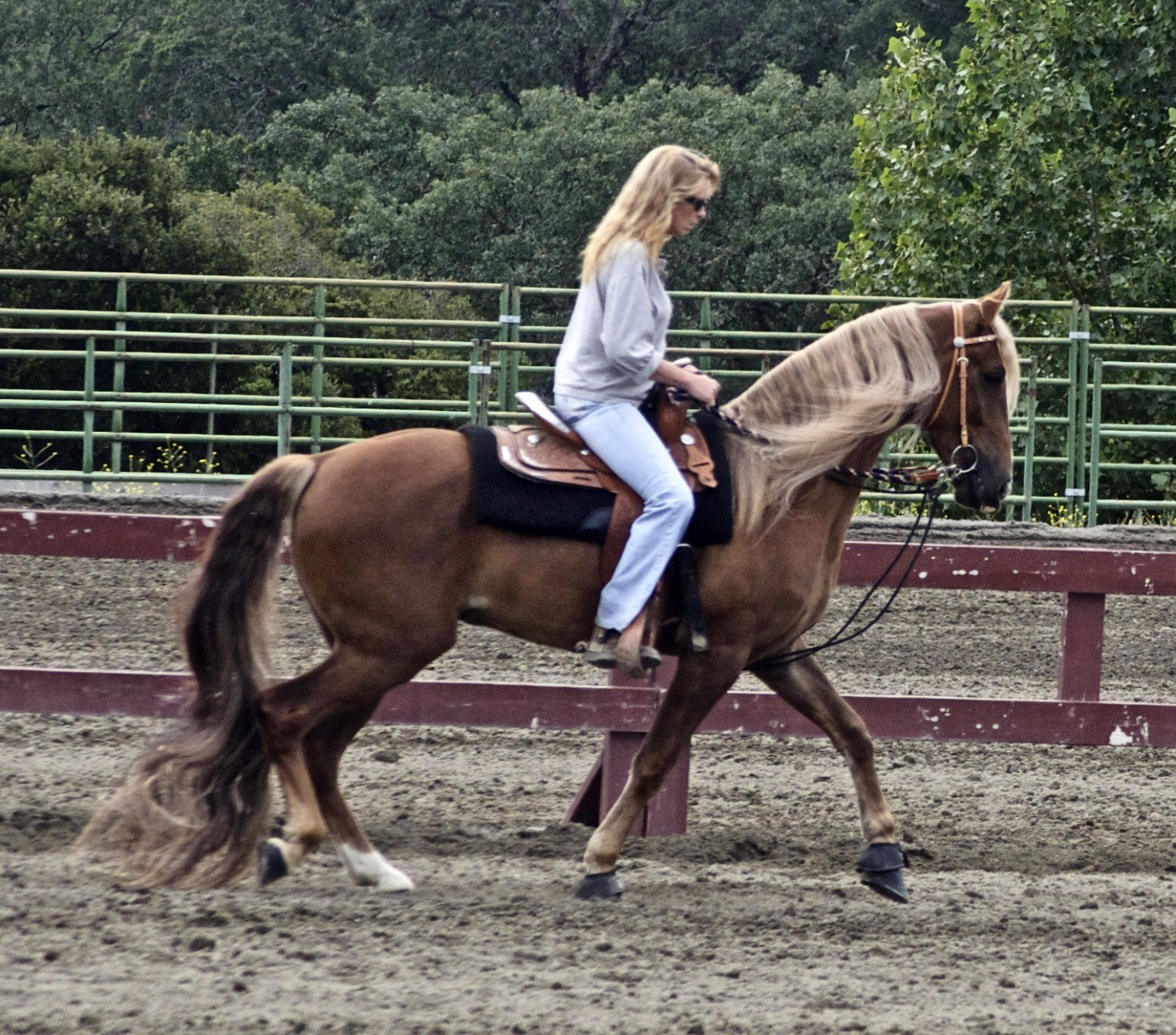
肯塔基山地骑乘马

肯塔基山地骑乘马是原产于美国肯塔基州的一种马，它也是一種农场马和骑乘马。肯塔基山地骑乘马与田纳西走马有血缘关系。肯塔基山地骑乘马起源于肯塔基州西部，是由當地农民培育出来的。當地有很多農民騎這種馬穿越崎岖的地形。1989年，肯塔基山地骑乘马协会成立（KMSHA）。大多数肯塔基山地骑乘马生活在肯塔基州，但美国其他地方、加拿大和欧洲已引入肯塔基山地骑乘马。 
肯塔基山地骑乘马從體型上來看屬於中型马。A级肯塔基山地骑乘马身高超过147厘米 ，而B级肯塔基山地骑乘马身高在112至145厘米之間。 